# كيف تنام (أغنية جون لينون)
كيف تنام (بالإنجليزية: How Do You Sleep)‏ هي أغنية لموسيقي الروك الإنجليزي «جون لينون» من ألبومه «تخيل» عام 1971، تحوي الأغنية ملاحظات غاضبة ولاذعة تستهدف زميله السابق في فريق البيتلز وشريكه في كتابة الأغاني «بول مكارتني». كتب لينون الأغنية ردًا على ما إعتبره إهانات شخصية من قبل مكارتني في ألبوم «رام»، وعلى وجه الخصوص في أغنية «الكثير من الناس» حيث غنى مكارتني: «لقد أخذت وقت نجاحك وحظك وحطمته» وكانت الجملة في الأصل: «يوكو أخذت وقت نجاحك وحظك وحطمته». تتضمن الأغنية عزفًا منفردًا على جيتار «جورج هاريسون» وشارك في إنتاجه لينون وفيل سبيكتور ويوكو أونو.

## خلفية الأغنية
كتب جون لينون «كيف تنام؟» في أعقاب الدعوى الناجحة التي رفعها بول مكارتني في محكمة لندن العليا لحل فريق البيتلز كشراكة قانونية، جاء هذا الحكم في أعقاب نشر تصريحات لينون التشهيرية عن فريق البيتلز في مقابلة في ديسمبر 1970 مع مجلة رولينج ستون، وأخذ مكارتني وزوجته ليندا إعلانات على صفحة كاملة في الصحافة الموسيقية، حيث كان ذلك بمثابة عمل استهزائي تجاه لينون ويوكو أونو، حيث تم تصويرهم وهم يرتدون أزياء المهرج وملفوفين في حقيبة. بعد إصدار ألبوم مكارتني رام في مايو 1971، شعر لينون بالهجوم من قبل مكارتني، الذي اعترف لاحقًا بأن الأسطر في أغنية «الكثير من الناس»، قصد بها يوكو وجون، واعتقد لينون أن الأغاني الأخرى في الألبوم تشير اليه وان كان مكارتني نفى هذا تماما.

## طاقم العزف والتسجيل
- جون لينون: غناء وجيتار
- جورج هاريسون: جيتار منزلق
- نيكي هوبكنز:  بيانو (ورليتسر الكهربائي)
- جون توت: بيانو
- تيد تيرنر: جيتار صوتي (أكوستيك)
- رود لينتون: جيتار صوتي (أكوستيك)
- آندي ديفيس: جيتار صوتي (أكوستيك)
- كلاوس فورمان: جيتار باس
- آلان وايت: طبول
- فلاكس فيدلرز: وتريات[9]

## كلمات الأغنية
يقول لينون ضمن كلمات الأغنية «الشيء الوحيد الذي فعلته كان (الأمس Yesterday)  ومنذ رحيلك أنت مجرد (يوم آخر Another day)»، والكلمات موجهة إلى مكارتني، مشيرا إلى أغنية البيتلز لعام 1965 «أمس» وأغنية مكارتني المنفردة «يوم آخر» التي صدرت في فبراير 1971.
هكذا فاجأكم الرقيب بيبر So Sgt. Pepper took you by surprise
من الأفضل أن ترى من خلال عيون الأمهات You better see right through that mother's eyes
هؤلاء الحمقى كانوا على حق عندما قالوا إنك ميت Those freaks was right when they said you was dead
الخطأ الوحيد الذي إرتكبته كان في رأسك The one mistake you made was in your head
آه، كيف تنام Ah, how do you sleep
آه، كيف تنام في الليل Ah, how do you sleep at night
أنت تعيش مع شواذ يقولون لك، إنك كنت ملكًا You live with straights who tell you, you was king
تقفز فرحا عندما تخبرك أمك بأي شيء Jump when your momma tell you anything
الشيء الوحيد الذي فعلته كان (أمس) The only thing you done was yesterday
ومنذ أن رحلت، أنت مجرد (يوم آخر) And since you're gone you're just another day

آه، كيف تنام Ah, how do you sleep
آه، كيف تنام في الليل Ah, how do you sleep at night
قد يستمر الوجه الجميل سنة أو سنتين A pretty face may last a year or two
لكن في القريب العاجل سيرون ما يمكنك فعله But pretty soon they'll see what you can do
الصوت الذي تصدره هوموسيقى جوفاء في أذني The sound you make is muzak to my ears
لا بد أنك تعلمت شيئًا ما في كل تلك السنوات You must have learned something in all those years
آه، كيف تنام Ah, how do you sleep
آه، كيف تنام في الليل Ah, how do you sleep at night

## إستقبال الأغنية
كتب بن جيرسون من مجلة الرولينج ستون: «الأغنية مؤثرة من الناحية الموسيقية، لكن وجدت أنها مرعبة، ولا يمكن الدفاع عنها كأغنية تهدر شخصية بول مكارتني وعائلته ومسيرته المهنية»، وكتب آلان سميث من جريدة النيو ميوزيكال اكسبريس NME: «موسيقيًا، إنها هائلة، مفتوحة، كبيرة، قوية، مدوية، درامية، لكن هذه أغنية سوف نتذكرها بسبب كلماتها...» وأشار سميث إلى المقطع «الصوت الذي تصدره هو موسيقى جوفاء في أذني / لا بد أنك تعلمت شيئًا ما في كل تلك السنوات».
صرح لينون بعد صدور الأغنية أنها رد على البوم مكارتني «رام»، وقال: «ليس هناك حقا عداء بيني وبين بول، كل شيء جيد، ولا شك أنه سيكون هناك إجابة على أغنيتي في ألبوم بول القادم، لكنني لا أشعر بهذه الطريقة تجاهه على الإطلاق. إن أغنيتي هي أغنية كاملة لا علاقة لها ببول، وهي كقطعة موسيقية، بدأت في كتابتها عام 1969، لقد كتبت مقدمة كلمات الأغنية عن البوم» سارجنت بيبر«قبل حوالي عامين من حدوث أي شيء بيننا، كان هناك دائمًا فرق موسيقى بيني وبين بول، وايضا لدينا دائمًا الكثير من القواسم المشتركة، الشيء الذي جعل فريق البيتلز على ما هو عليه هو حقيقة أنني أستطيع أداء موسيقى الروك الخاصة بي، ويمكن لبول القيام بالأشياء الجميلة خاصته... ولكن لا يمر أسبوع إلا أرى أو أسمع من واحد منهم»، كما صرح لينون عام 1980: «لقد استخدمت استيائي ضد بول... لإنشاء أغنية... ليست ثأرًا رهيبًا وحشيًا... لقد استخدمت استيائي وانسحابي من بول والبيتلز، والعلاقة مع بول، لكتابة» كيف تنام«، ولكن أنا لا أعيش بهذه الأفكار في رأسي دائمًا».

## وصلات خارجية
https://www.youtube.com/watch?v=FoJQAyrUHhA
https://www.youtube.com/watch?v=Ho3bwAm2QBI
https://www.songfacts.com/facts/john-lennon/how-do-you-sleep
https://www.songfacts.com/facts/paul-mccartney/too-many-people
https://www.beatlesbible.com/people/john-lennon/songs/how-do-you-sleep/